# Russulau (Ort, Aituto)
Russulau (Rusulau) ist eine osttimoresische Siedlung im Suco Aituto (Verwaltungsamt Maubisse, Gemeinde Ainaro).

## Geographie
Das Dorf Russulau liegt im Südwesten der Aldeia Russulau, auf einer Meereshöhe von 1872 m. Hier macht die aus Westen kommende Überlandstraße aus Maubisse eine scharfe Kurve nach Süden, während zwei kleine Straßen weiter nach Osten und Nordosten führen, in Richtung Mau-Lefo und dem Norden der Aldeia Airaca-Lau. Im Westen ist der nächste Ort Flisac in der Aldeia Aihou. Südlich von Russulau liegt Lientuto, der Hauptort des Sucos.